# Randy Jones (giocatore di football americano)
Randy Dwayne Jones (1995) è un giocatore di football americano statunitense, di ruolo runningback.
Dopo aver giocato a football americano nelle squadre di college dei Middle Georgia Knights e dei Kennesaw State Owls ha disputato la Spring League ed è successivamente passato ai tedeschi Frankfurt Universe.